# Ceroctis tinanti
Ceroctis tinanti is een keversoort uit de familie van oliekevers (Meloidae). De wetenschappelijke naam van de soort is voor het eerst geldig gepubliceerd in 1931 door Pic.